# Crocothemis divisa
Crocothemis divisa là một loài chuồn chuồn ngô thuộc họ Libellulidae. Nó được tìm thấy ở Angola, Botswana, Burkina Faso, Cameroon, Cộng hòa Congo, Cộng hòa Dân chủ Congo, Bờ Biển Ngà, Guinea Xích Đạo, Gambia, Ghana, Guinea, Kenya, Liberia, Madagascar, Malawi, Mozambique, Namibia, Niger, Nigeria, Senegal, Sierra Leone, Sudan, Tanzania, Togo, Uganda, Zambia, Zimbabwe, và có thể cả Burundi. Môi trường sống tự nhiên của chúng là rừng ẩm vùng đất thấp nhiệt đới hoặc cận nhiệt đới, vùng cây bụi khô khu vực nhiệt đới hoặc cận nhiệt đới, vùng cây bụi ẩm khu vực nhiệt đới hoặc cận nhiệt đới, sông ngòi, sông có nước theo mùa, vùng đất ẩm với cây bụi là chủ yếu, đầm nước ngọt, và đầm nước ngọt có nước theo mùa.